# Ethmia millerorum
Ethmia millerorum  (лат.) — вид мелких бабочек из семейства черноточечные моли (Ethmiidae). Эндемики Коста-Рики (Центральная Америка, на высотах от 1150 до 1300 м).

## Описание
Молевидные бабочки небольшого размера с размахом крыльев 10—14 мм. Голова с умеренно крупными глазами, глазки отсутствуют. Челюстные щупики рудиментарные. Губные щупики длинные. Гусеницы развиваются, обгрызая цветки и листья бурачниковых (Boraginaceae): Bourreria costaricensis. Вид был впервые описан в 2014 году американским энтомологом Э. Филлипсом-Родригесом (Eugenie Phillips-Rodríguez; Instituto Nacional de Biodiversidad, INBio, Santo Domingo, Коста-Рика). Видовое название дано в честь Кентона и Сю Миллер (Kenton and Sue Miller) за поддержку исследований Parque Nacional Santa Rosa (в 1971 на ранних стадиях зарождения программы ACG, Área de Conservación Guanacaste).